# Frères franciscains de Brooklyn
Les frères du Tiers-Ordre régulier de Saint François d'Assise de Brooklyn (en latin: Congregation Fratrum Tertiariorum Franciscalium) ou simplement frères franciscains de Brooklyn forment une congrégation laïque masculine de droit pontifical.

## Historique
La congrégation est un rameau de la congrégation des frères franciscains de Mountbellew fondée en Irlande en 1818, pour l'enseignement des garçons.
L'évêque de Brooklyn, Mgr John Loughlin voyant croître le nombre d'immigrés irlandais dans son diocèse, invite les frères de Mountbellew à s'y implanter. Deux frères, John McMahon et Vincent Hayes arrivent à Brooklyn à Cobble Hill en 1858 et ouvrent un an plus tard le St. Francis College, premier établissement d'enseignement supérieur du diocèse. La communauté se détache de la communauté-mère et se  place sous la juridiction de l'évêque local. Ils obtiennent l'approbation civile de la part des autorités de l'État de New York en 1868. L'institut devient de droit pontifical en 1989 sous le pontificat de Jean-Paul II.

## Œuvres et diffusion
Les frères se vouent aujourd'hui essentiellement à l'éducation chrétienne de la jeunesse des milieux populaires. Ils administrent des écoles dans le New Jersey, la Caroline du Nord, la Floride, le Missouri, le Connecticut et le Nouveau-Mexique.
Leur maison généralice se trouve à Brooklyn.
Au 31 décembre 2008, l'institut comptait 80 religieux dans 11 maisons.

## Sources
- (it) Cet article est partiellement ou en totalité issu de l’article de Wikipédia en italien intitulé « Fratelli del Terz'Ordine Regolare di San Francesco d'Assisi di Brooklyn » (voir la liste des auteurs).